# Dickey Simpkins
LuBara Dixon „Dickey“ Simpkins (* 6. April 1972 in Fort Washington (Maryland)) ist ein ehemaliger US-amerikanischer Basketballspieler.

## Werdegang
Für die Mannschaft des Providence College erzielte Simpkins in 125 Spielen im Mittel 9,8 Punkte und 6,3 Rebounds. Mit den Chicago Bulls gewann er 1996, 1997 und 1998 den NBA-Meistertitel. Simpkins war in der Mannschaft um Michael Jordan und Scottie Pippen Ergänzungsspieler. In der Saison 1997/98 spielte er zunächst für die Golden State Warriors, im März 1998 kam er nach Chicago zurück.
Ende September 2001 wurde er von den Los Angeles Lakers verpflichtet, bei denen Simpkins’ ehemaliger Chicagoer Trainer Phil Jackson im Amt war. Doch Simpkins wurde noch vor dem Auftakt der Saison 2001/02 wieder entlassen. Mitte November 2001 erhielt er einen Vertrag von den Atlanta Hawks, kam für die Mannschaft nur zu einem Einsatz, ehe sich Atlanta noch im selben Monat wieder von Simpkins trennte. Insgesamt bestritt Simpkins 340 NBA-Spiele.
In der Saison 2000/01 spielte er erstmals bei einem Verein außerhalb seines Heimatlandes, bei Makedonikos Thessaloniki in Griechenland. Ende November 2001 wurde er abermals von einer griechischen Mannschaft verpflichtet, Simpkins verließ GS Marousi jedoch rund einen Monat später wieder. Ab Januar 2002 spielte er dann wieder in den Vereinigten Staaten, diesmal bei Rockford Lightning in der CBA.
In der Saison 2002/03 gewann er mit BK UNIKS Kasan den russischen Pokalwettbewerb. Anschließend spielte er in Litauen, später unter anderem kurz in der spanischen Liga ACB. Seine letzte Saison im Berufsbasketball war ab Februar 2006 der deutsche Bundesligist GHP Bamberg, für den er zwölf Einsätze in der höchsten deutschen Spielklasse bestritt, in denen er im Durchschnitt 2,1 Punkte erzielte.
Nach seiner Spielerlaufbahn war Simpkins beim Sender Fox Sports als Basketballexperte tätig. In Chicago gründete er ein Unternehmen für Basketballtraining, er arbeitete des Weiteren als Spielersichter für die NBA-Mannschaften Charlotte Hornets und Washington Wizards.